# Steve Roper
Pour les articles homonymes, voir Steve Roper (homonymie).
Steve Roper, né en 1941, est un grimpeur et historien de la Sierra Nevada, aux États-Unis. Il a écrit plusieurs livres concernant l'escalade et la Sierra Nevada.

## Œuvres
- A Climber's Guide to Pinnacles National Monument, (1966)
- The Climber's Guide to the High Sierra, (1976)
- Fifty Classic Climbs of North America, (1979)
- Sierra High Route: Traversing Timberline Country, (1997)
- Camp 4: Recollections of a Yosemite Rockclimber, (1998)
- Yosemite, éditions Paulsen, 2008.